# Provincia de Prachuap Khiri Khan
 Prachuap Khiri Khan (en tailandés: จังหวัดประจวบคีรีขันธ์) es una de las setenta y seis provincias que conforman la organización territorial del Reino de Tailandia.

## Geografía
Prachuap Khiri Khan tiene una superficie de 6.367,620 kilómetros cuadrados. Esta división administrativa está ubicada en el Istmo de Kra, el estrecho puente terrestre que a conecta la Península de Malaca, con el resto del continente asiático. La provincia contiene la parte más estrecha de Tailandia - directamente al sur de la capital que está a sólo 13 kilómetros de la costa del Golfo de Tailandia a la frontera con la Unión de Myanmar. El punto más estrecho del istmo es, sin embargo, más al sur de la provincia Chumphon. Fisiográficamente Prachuap Khiri Khan es una llanura moderada por la altitud que posee, que varía desde los 0 hasta los 1.200 metros sobre el nivel del mar. La altura máxima se puede encontrar en las regiones del noroeste, de oriente y central de la provincia, lo que hace que aproximadamente el 30% de la zona posea una considerable altura.
La extensa costa del Golfo de Tailandia tiene muchas playas de arena, el más famoso esta en Hua Hin, que ha sido un destino popular desde que el rey Prajadhipok (Rama VII) mandase a construir un palacio de verano allí. Desde la costa, la tierra sube rápidamente en la cadena de montañas que forma la frontera con Myanmar, la elevación más alta de la provincia es de 1.494 metros de altura, en Khao Luang. Debido a esta estrecha cuenca, los ríos en la provincia son todos pequeños, el único considerablemente grande es el río Pran Buri, en el norte de la provincia. El río más pequeño es el Kui Khlong.
El parque nacional de Khao Sam Roi Yot fue creado en 1966 para proteger los pantanos de agua dulce más grandes del Reino de Tailandia, pero también contiene algunos bosques de manglares y marismas. La mayoría de los pantanos se convirtieron en criaderos de camarones, a pesar de estar en un parque nacional.

## Divisiones Administrativas

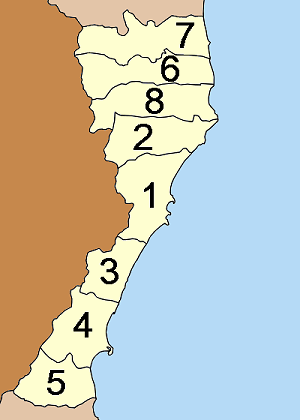
Distritos de la provincia.

Esta provincia tailandesa se encuentra subdividida en una cantidad de distritos (amphoe) que aparecen numerados a continuación:
- 1. Mueang Prachuap Khiri Khan
- 2. Kui Buri
- 3. Thap Sakae
- 4. Bang Saphan
- 5. Bang Saphan Noi
- 6. Pran Buri
- 7. Hua Hin
- 8. Sam Roi Yot

## Demografía
La provincia de Prachuap Khiri Khan abarca una extensión de territorio que ocupa una superficie de unos 6.367,620 kilómetros cuadrados, y posee una población de 494.299 personas (según las cifras del censo realizado en el año 2006). Si se consideran los datos anteriores se puede deducir que la densidad poblacional de esta división administrativa es de 78 habitantes por kilómetro cuadrado aproximadamente.